# Comuna Stelmahivka, Svatove
Stelmahivka (în ucraineană Стельмахівка) este o comună în raionul Svatove, regiunea Luhansk, Ucraina, formată din satele Artemivka, Andriivka și Stelmahivka (reședința).

## Demografie
Componența lingvistică a comunei Stelmahivka
     Ucraineană (96,06%)
     Rusă (3,94%)
Conform recensământului din 2001, majoritatea populației comunei Stelmahivka era vorbitoare de ucraineană (96,06%), existând în minoritate și vorbitori de rusă (3,94%).